# Francesc Xavier Parés i Saltor
Francesc Xavier Parés i Saltor (Ribes de Freser, Ripollès, 29 de desembre de 1940 - Barcelona, Barcelonès, 17 de febrer de 2020), fou un liturgista i historiador català.
La trajectòria de Parés estigué íntimament lligada a la diòcesi d'Urgell, on fou rector del Seminari, degà del Capítol Catedral i delegat diocesà de Litúrgia. Ingressà als 10 anys al Seminari Conciliar de la Seu d'Urgell, on estudià Filosofia i Teologia, i completà la seva formació al Seminari de Pamplona. El 1964 fou ordenat prevere a l'església de la Sagrada Família de la Seu d'Urgell, on exerciria el seu ministeri pastoral; entre 1990-1994 fou rector de la parròquia d'Escaldes-Engordany (Andorra), que deixaria per ser rector del Seminari Diocesà d'Urgell (1994-2003). A partir d'aleshores i fins a la seva jubilació fou rector de la parròquia de Sant Ot (2003-2017) de la seu urgel·litana. L'any 2016 l'Ajuntament de la Seu el declarà fill adoptiu de la ciutat.
Llicenciat en Litúrgia per l'Ateneu Pontifical de Sant Anselm de Roma, amb una tesina sobre la vetlla pasqual a la tradició catalano-narbonesa, es doctorà en Litúrgia a l'Institut Superior de Litúrgia de Barcelona de la Facultat de Teologia de Catalunya (ISLB) amb una tesi sobre l'Ordinari d'Urgell de 1536. Exercí el seu magisteri en litúrgia al Seminari diocesà, a l'Institut Superior de Litúrgia de Barcelona (ISLB, des de 1996), on dirigí nombrosos treballs de recerca, i a la Facultat de Teologia de Catalunya (a partir del 2000). Fou membre de l'Asociación Española de Profesores de Liturgia, de la Societat Catalana d'Estudis Litúrgics i del Centre de Pastoral Litúrgica, i col·laborà a diverses revistes especialitzades, com Phase o Revista catalana de teologia.

## Publicacions[9]
- La Vetlla pasqual en els llibres litúrgics de la tradició d'Urgell, Roma: Pontificium Athenaeum Anselmianum, 1979
- L'ordinari d'Urgell de 1536, Barcelona: Facultat de Teologia de Catalunya; Seud'Urgell: Societat cultural urgelitana, 2002
- Las Exequias cristianas, Barcelona: Centre de Pastoral Litúrgica, 2007
- La reforma litúrgica del Concili Vaticà II en les diòcesis catalanes, Barcelona: Facultat de Teologia de Catalunya, 2014